# Idaea anastomosaria
Idaea anastomosaria là một loài bướm đêm trong họ Geometridae.